# 誓言报
《誓言报》（發音：[ˈɦɛt paːˈroːl]）是荷兰的一份日报，总部位于荷兰阿姆斯特丹。其于1941年2月10日首次出版，最初是二战德国占领荷兰期间的一份抵抗运动报纸。